# 桜野町
桜野町（さくらのちょう）は、滋賀県大津市にある地名。現行行政地名は桜野町一丁目及び桜野町二丁目。

## 地理
大津市の南西部に位置し、東に松山町、西と南に皇子が丘、北に錦織と接している。

## 歴史
- 1966年（昭和41年）4月1日 - 錦織町、山上町の各一部を分離し、桜野町一丁目及び桜野町二丁目を設置[1]。

## 世帯数と人口
2019年（平成31年）4月1日現在の世帯数と人口は以下の通りである。
| 丁目         | 世帯数    | 人口    |
| ------------ | --------- | ------- |
| 桜野町一丁目 | 456世帯   | 905人   |
| 桜野町二丁目 | 724世帯   | 1,686人 |
| 計           | 1,180世帯 | 2,591人 |

### 人口の変遷
国勢調査による人口の推移。
| 1995年（平成7年）  | 1,830人 | [ 6 ]  |  |
| 2000年（平成12年） | 1,805人 | [ 7 ]  |  |
| 2005年（平成17年） | 1,805人 | [ 8 ]  |  |
| 2010年（平成22年） | 2,692人 | [ 9 ]  |  |
| 2015年（平成27年） | 2,633人 | [ 10 ] |  |

### 世帯数の変遷
国勢調査による世帯数の推移。
| 1995年（平成7年）  | 687世帯   | [ 6 ]  |  |
| 2000年（平成12年） | 732世帯   | [ 7 ]  |  |
| 2005年（平成17年） | 732世帯   | [ 8 ]  |  |
| 2010年（平成22年） | 1,184世帯 | [ 9 ]  |  |
| 2015年（平成27年） | 1,150世帯 | [ 10 ] |  |

## 学区
市立小・中学校に通う場合、学区は以下の通りとなる。
| 丁目         | 番・番地等 | 小学校             | 中学校               |
| ------------ | ---------- | ------------------ | -------------------- |
| 桜野町一丁目 | 全域       | 大津市立志賀小学校 | 大津市立皇子山中学校 |
| 桜野町二丁目 | 全域       | 大津市立志賀小学校 | 大津市立皇子山中学校 |

## 交通

### 鉄道
- 西日本旅客鉄道
 湖西線 大津京駅（所在は皇子が丘であるが、一部は桜野町に入っている。）

## その他

### 日本郵便
- 郵便番号 : 520-0026[4]（集配局：大津中央郵便局[12]）。